# A Virgem e o Bem-Dotado
A Virgem e o Bem-Dotado é um filme brasileiro dirigido em 1980 por Edward Freund.
Osmiro Campos, José Adalto Cardoso e o próprio diretor escreveram o roteiro deste que é um dos últimos exemplares de um gênero já então em decadência – a pornochanchada).

## Elenco
- Alan Fontaine ... Beto
- Rossana Ghessa ... Malu
- Sérgio Hingst
- Neide Ribeiro
- Juan Bajon
- Ivete Bonfá
- Eudes Carvalho
- Genésio de Carvalho
- Leda Figueiró
- José Carlos Lampa
- Ivy Martins
- Cuberos Neto
- Denise Ongarelli
- Jocelaine Rodrigues
- Floriza Rossi
- Celso Saiki
- Norma Severo
- Waldir Siebert
- Misaki Tanaka
- Américo Taricano
- Fábio Vilalonga
- David Yan Wei